# Konan-N'drikro
Konan-N'drikro,  est une localité de l'est de la Côte d'Ivoire, et appartenant au département de Bocanda, Région du N'zi-Comoé. La localité de Konan-N'drikro est un chef-lieu de commune.